# به هم ریختن طالبان
به هم ریختن طالبان: روزهای غریب در افغانستان و پاکستان شرح حال یک روزنامه‌نگار آمریکایی به نام "کیم بیکر" از تجربیات زندگی در افغانستان و پاکستان است.

## دیدگاه‌ها
این کتاب نقدهای مثبت زیادی دریافت کرد. در وبگاه گودریدز از مجموع ۲۵۶۰ رای به آن نمره ۳/۴۲ از ۵  و در وبگاه بوک‌براوز به آن نمره ۴ از ۵ داده شده‌است.

## فیلم
در سال ۲۰۱۶ از روی این کتاب، فیلمی به نام ویسکی تانگو فاکسترات (فیلم) با بازی تینا فی، مارگو رابی، مارتین فریمن، آلفرد مولینا، کریستوفر ابوت و بیلی باب تورنتون ساخته شد.